# Acaulon crassinervium
Acaulon crassinervium är en bladmossart som beskrevs av C. Müller 1902. Acaulon crassinervium ingår i släktet pygmémossor, och familjen Pottiaceae. Inga underarter finns listade i Catalogue of Life.